# Faversham
Faversham is een civil parish in het bestuurlijke gebied Swale, in het Engelse graafschap Kent. De plaats telt 19.316 inwoners.
De stad is vooral bekend door het Britse biermerk Shepherd Neame, welke de oudste bierbrouwerij van Groot-Brittannië is.
In de zomer van 2003 boekte Faversham met 38,5° een nieuw Brits hitterecord, dat tot 25 juli 2019 standhield.